# ベルモントパーク駅 (LIRR)
ベルモントパーク駅（英: Belmont Park）とは、ニューヨーク州エルモントのベルモントパーク競馬場の敷地にあるロングアイランド鉄道の季節駅である。この駅が開業し列車が運行するのは、ベルモントパーク競馬場のレースシーズンの間のみである。この駅は本線/ヘンプステッド支線の南に位置し、同線のクイーンズ・ビレッジ-ベルローズ間で分岐する支線の終点である。LIRRの他の路線や支線の名称との一貫性において、この支線はベルモントパーク支線（英: Belmont Park Branch）と呼ばれる。
他の線路と異なり、ベルモントパーク駅はクイーンズ郡へ越境するsmall sliver of Belmont property（some parkingを含む）の一部である。競馬用施設はナッソー郡に位置する。また、他のLIRRのシステムと異なり、ベルモントパーク駅は低床ホームのみの駅であり、乗客が高床ホーム用に設計されたLIRRの車両を出られるように据え付けのステップが備わっている。

## 駅構造
| 1 | ■ベルモントパーク支線 | ニューヨーク方面 （ジャマイカ） |
| 2 | ■ベルモントパーク支線 | ニューヨーク方面 （ジャマイカ） |
| 3 | ■ベルモントパーク支線 | ニューヨーク方面 （ジャマイカ） |
| 4 | ■ベルモントパーク支線 | ニューヨーク方面 （ジャマイカ） |
| 5 | ■ベルモントパーク支線 | ニューヨーク方面 （ジャマイカ） |
| 6 | ■ベルモントパーク支線 | ニューヨーク方面 （ジャマイカ） |
| 7 | ■ベルモントパーク支線 | ニューヨーク方面 （ジャマイカ） |
| 8 | ■ベルモントパーク支線 | ニューヨーク方面 （ジャマイカ） |

## 列車運行
レース開催日には、ロングアイランド鉄道 (LIRR) が2本のベルモントパーク発着の列車を運行する。1本はペン・ステーションを発着し、途中の停車駅はウッドサイドのみである。ベルモントパーク駅への列車運行としては、乗り継ぎによりシティターミナルゾーンの列車やその他のLIRRの駅へ行く列車が利用できるジャマイカ発着の急行列車を運行する。この駅への平日の利用者数の平均は100人であった。しかし2010年、予算削減により定期運行が休止した。しかし、サービスを復活させるためにNYRAがに参加した時、2011年の春/夏のレースシーズンのために全列車（平日2本）が復活した。
ベルモントステークス当日には、午前10時から午後4時の間に総計18本の列車がペン・ステーションを発車しベルモントパーク駅へ到着する。帰りの列車はベルモントパーク駅を午後4時に発車し、列車本数は午後6時30分からの午後9時の間に15分間隔毎で発車するほど増加する。

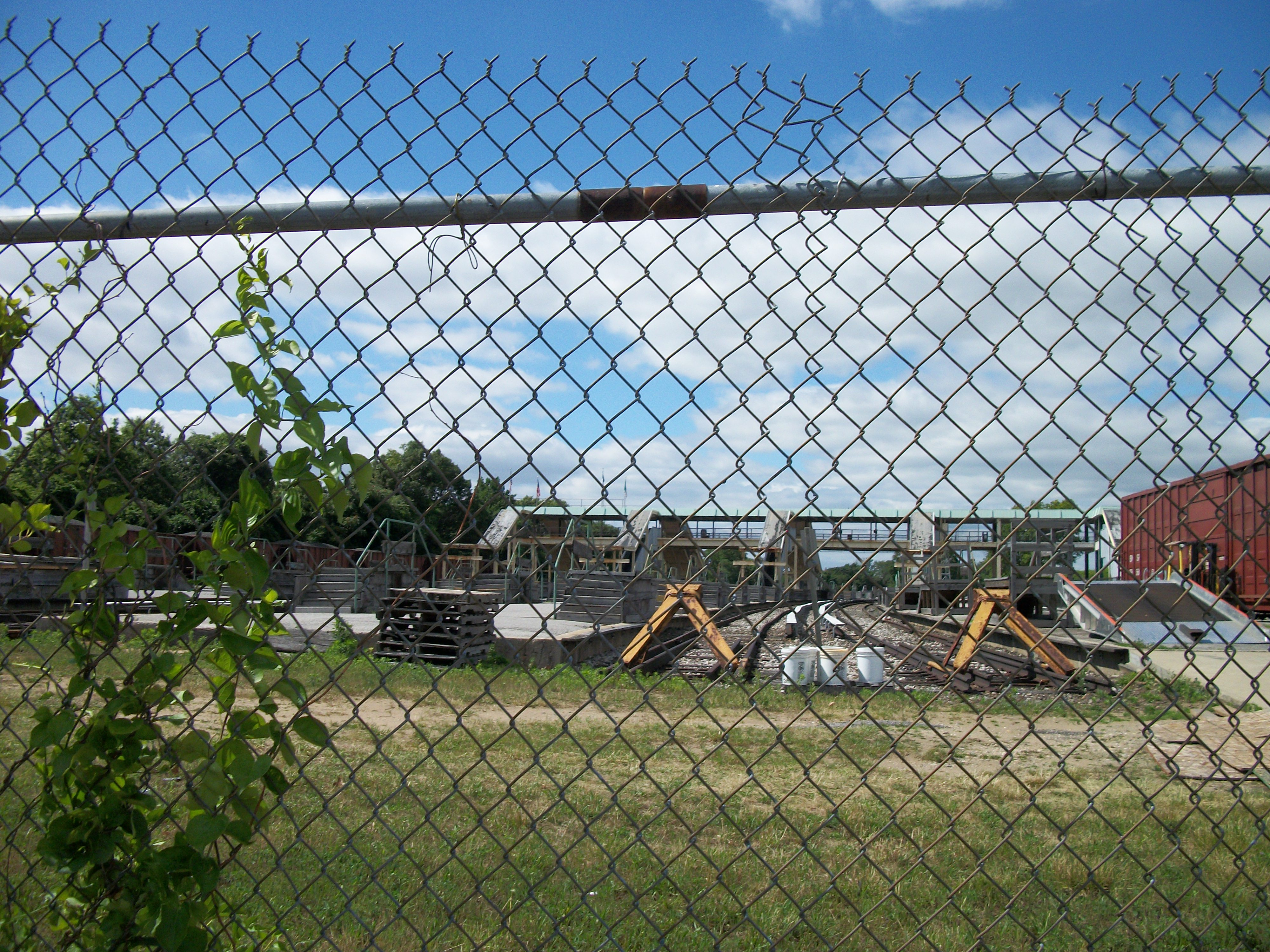
2010年、Cross Island Parkway – Hempstead Turnpike Interchange を通過中に見た駅。備考:BNSFの有蓋車がターミナル内の東端の線路に停車している。

The New York & Atlantic Railway serves the park twice a week, delivering boxcars loaded with feed for the park's horses. The LIRR also stores its own gondolas, hoppers and flatcars used in work train service at the Belmont Park station.

## 歴史
1905年5月4日にベルモントパーク駅が開業した時、約19,000人の乗客-全参加者の半分-が開業日に競馬場への鉄道を利用した。最初のベルモントパーク駅行きの電車は、秋の大会初日の1905年10月2日に走行した。当初の駅はヘンプステッド・ターンパイクの南に位置していた。ヘンプステッド・ターンパイクの北にある現在のターミナルは1957年に開業した。
2009年秋の大会が2009年4月29日に始まった時、MTAはMTAの予算の資金不足のため、毎日運行のベルモントパーク駅行き列車を休止した。ニューヨーク競馬協会はクイーンズ・ビレッジ駅からベルモントパークまでシャトルバスを運行した。N6、Q2、Q110もまた代替サービスを提供した。 ニューヨーク州議会がMTAの資金計画を通過させたことにより、2009年5月28日にベルモントパークへの列車運行がMTAの委員会の賛成につき再開された。これはMTAの2009年の「最悪な ("doomsday")」予算の一環として実行された唯一の運行本数削減となった。
しかし、MTAの予算削減によりベルモントパーク駅への定期運行は2010年に再度中断され、列車はベルモントステークスの週末の間の6月4日、5日にのみ運行された。その他のレース開催日は、ニューヨーク競馬協会がシャトルバスを競馬場とクイーンズ・ビレッジの間で運行した。2011年4月26日、NYRAは全ての春/夏の大会のためのベルモントパークへのLIRRのサービスを提供する費用に助成金を支給すると発表した。